# Adolphe Marais
Adolphe Marais, né à Honfleur le 25 avril 1856 et mort à Gonneville-sur-Honfleur le 17 février 1940, est un peintre français spécialiste des bovidés.

## L'œuvre
Peintre paysagiste et de sujets pastoraux, Adolphe Marais est l'élève du peintre animalier, Georges Busson et de Narcisse Berchère, puis de César De Cock. Il reçoit aussi les conseils de son voisin Eugène Boudin, né à Honfleur comme lui. Aux côtés d'autres peintres naturalistes comme Ernest Duez (1843-1896), Ulysse Butin (1838-1883), Jean-Charles Cazin (1841-1901), Adolphe Marais ne cache pas son admiration pour Boudin. Son nom revient régulièrement dans les lettres de Boudin, qui eut une correspondance abondante avec d'autres artistes peintres.
Le jeune honfleurais rencontre les pensionnaires de la ferme Saint-Siméon et son ami Charles-François Daubigny lui donne également des conseils. C'est Daubigny, rencontré à Honfleur, qui l'encourage à devenir peintre et à étudier à Paris. Il admire particulièrement Corot. Constant Troyon lui inspire de grandes toiles.

## Distinctions
Sociétaire des Artistes Français, il expose aux Salons de Paris de 1876 à 1887 puis hors concours de 1888 jusqu'à 1907 au moins.

## Postérité
Peintre français connu du XIXe siècle et XXe siècle, sa notoriété s'est construite autour de son œuvre réaliste. Peintre avant tout animalier, ses toiles sont essentiellement consacrées au motif de la vache. Bien qu’il ait peint d’autres sujets, cette thématique fut très importante chez son maître Georges Busson et prend tout son sens dans le contexte politique de la Troisième République. En effet, la jeune république, soucieuse de stabilité, encouragea cette peinture « du terroir », exaltant le sentiment de cohésion nationale et de pérennité. La période 1870-1890 fut alors le moment d’épanouissement d’une peinture consacrée aux Bovins où les acteurs les plus connus furent Félix de Vuillefroy-Cassini (1841-1916), Rosa Bonheur (1822-1899), Julien Dupré (1851-1910), Émile van Marcke (1827-1890) ou encore André Cortés y Aguilar (1812-1879). D’autres peintres comme Adolphe Charles Marais mais aussi Aymar Pezant (1846-1916), Marie Diéterle (1856-1935), Léon Barillot (1844-1929) et Edouard Michel Ferdinand Hamman (1854-1952) firent à la suite de leurs aïeux des bovidés leur sujet de prédilection.
Adolphe Charles Marais résida au 20 quai de Béthune sur l'Île Saint-Louis, puis au 19 rue Caumartin à Paris.
Une rue porte son nom à Honfleur.

## Collections publiques
- Honfleur, Musée Eugène Boudin:

Le retour du troupeau, huile sur toile de 320 x 410 cm, et autres tableaux
- Rouen, Musée des beaux-arts[10]:

Le marais Vernier, Dans la prairie, A la pâture ; effet du matin
- Cambrai, Musée des beaux-arts[11]:

Gras pâturages, vallée de la Touques
- Pont-Audemer, Musée Alfred-Canel[12]

L'Abreuvoir, Huile sur toile